# Un domestico milionario
Un domestico milionario (Unser Kindermädchen ist ein Millionär) è un film del 2006 diretto da Bettina Woernle.

## Trama
Max Helmer è un uomo ricco, figlio di un industriale, che ama fare la bella vita nel lusso. Il padre vorrebbe lasciare l'azienda a Max, tuttavia non lo ritiene affidabile, così lo manda a lavorare come governante in una casa dove abitano Elena, una donna d'affari nel settore dell'abbigliamento, e tre figli. Questi ultimi sono noti per aver fatto scappare molte tate a causa del loro comportamento, quindi per Max sarà dura assolvere i suoi compiti: pulire la casa e badare ai ragazzi.
Inizialmente si fa aiutare dalla sua ditta di pulizia e dal catering, ma quando viene scoperto dal fratello Paul, Max è costretto a fare i lavori di casa da soli. Con il passare del tempo ottiene la simpatia dei ragazzi e il suo lavoro gli risulta più semplice. Ha intenzione anche di aiutare Elena nell'azienda che è in fallimento, ma lei continua a trattarlo come un semplice domestico.
Un giorno Elena lo sorprende nella sua azienda mentre parla con il direttore, proponendogli un accordo insieme all'azienda del padre di Max, e alla vista di ciò, Elena si sente tradita e lui è costretto alla fine a rivelarsi non più come un domestico, ma come un ricco uomo d'affari che si è davvero innamorato.